# Festes-et-Saint-André
Festes-et-Saint-André è un comune francese di 218 abitanti situato nel dipartimento dell'Aude nella regione dell'Occitania.

## Società

### Evoluzione demografica
Abitanti censiti